# Teemu Tainio
Teemu Tainio (* 17. November 1979 in Tornio) ist ein ehemaliger finnischer Fußballspieler und heutiger -trainer. Während seiner Spielerkarriere war er Nationalspieler seines Landes. Seit 2024 ist er parallel Co-Trainer der finnischen Nationalmannschaft sowie Trainer des estnischen Erstligisten JK Tallinna Kalev.

## Spielerkarriere

### Verein
Tainio begann seine Karriere in Finnland bei TP-47 Tornio in seiner Heimatstadt Tornio. Ab 1996 spielte er im Alter von 16 Jahren beim Erstligisten Haka Valkeakoski und wurde mit diesem 1997 finnischer Pokalsieger. Als 17-Jähriger wechselte er im Sommer 1997 nach Frankreich zur AJ Auxerre. In acht Jahren brachte es der Mittelfeldspieler dort auf 148 Einsätze und 14 Tore. Allerdings wurde er immer wieder durch Verletzungen zurückgeworfen. 2003 und 2005 gewann er mit Auxerre den französischen Pokal, wurde jedoch in beiden Endspielen nicht eingesetzt.
2005 unterzeichnete Teemu Tainio einen bis zum Jahr 2008 datierten Vertrag beim englischen Premier-League-Verein Tottenham Hotspur. Zur Saison 2008/09 wechselte er ablösefrei zum AFC Sunderland. Am 1. September 2009 wurde bekannt, dass Teemu Tainio für den Rest der Spielzeit an den Erstligisten Birmingham City ausgeliehen wird.
Am 31. August 2010 löste der AFC Sunderland seinen Vertrag auf. Noch am selben Tag unterzeichnete Tainio einen Vertrag für ein Jahr beim niederländischen Erstligisten AFC Ajax. Seinen ersten Einsatz hatte er am 11. September 2010. Im Spiel gegen Willem II Tilburg wurde er in der 85. Minute eingewechselt.
Im März 2011 nahm er ein Angebot von den New York Red Bulls an. Nachdem sein Vertrag Ende 2012 nicht verlängert worden war, wechselte Tainio Anfang Januar 2013 zurück in seine Heimat und unterschrieb einen Zweijahresvertrag bis Ende Dezember 2014 beim Rekordmeister HJK Helsinki. Dort gewann er 2013 und 2014 zweimal die finnische Meisterschaft, ehe er nach Ablauf seines Vertrages Ende 2014 seine aktive Karriere beendete.

### Nationalmannschaft
Tainio absolvierte für die finnische Nationalmannschaft von 1998 bis 2014 insgesamt 64 Spiele und schoss dabei sechs Tore.

## Trainerkarriere
Nach dem Ende seiner Spielerkarriere war Tainio von 2015 bis Ende 2016 zunächst als Scout für seinen ehemaligen Verein Tottenham Hotspur tätig. Zur neuen Saison 2017 wurde er im Januar 2017 Co-Trainer des finnischen Drittligisten Klubi 04 als Assistent von Toni Koskela, mit dem er am Saisonende den Aufstieg in die zweite Liga erreichte.
Zur neuen Saison verließ er jedoch den Verein und schloss sich stattdessen im Januar 2018 als Co-Trainer seinem ehemaligen Klub und künftigen Ligakonkurrenten Haka Valkeakoski unter Keith Armstrong an. Nach dessen Abgang am Ende der Saison wurde Tainio im Januar 2019 neuer Cheftrainer des Vereins. Mit der Mannschaft erreichte er daraufhin 2019 den Aufstieg in die Veikkausliiga und dort in den beiden darauffolgenden Spielzeiten zunächst jeweils den Klassenerhalt. Die Saison 2022 schloss die Mannschaft als Tabellen-Vierter ab und konnte sich für die Conference League qualifizieren, in der das Team jedoch in der ersten Qualifikationsrunde dem nordirischen Crusaders FC unterlag. Die Hauptrunde der folgenden Saison 2023 schloss er mit der Mannschaft auf dem achten Platz ab; während der laufenden Abstiegs-Playoffs gab Tainio im Oktober 2023 bekannt, nach insgesamt sechs Jahren, davon fünf als Cheftrainer, den Verein zum Saisonende zu verlassen.
Nach Abschluss der Playoffs verließ er den FC Haka daraufhin bereits Ende Oktober 2023 und schloss sich stattdessen dem zypriotischen Erstligisten AEL Limassol an. Dort wurde er Co-Trainer unter dem zuvor ebenfalls neu als Cheftrainer verpflichteten Toni Koskela, mit dem Tainio bereits zuvor bei Klubi 04 zusammengearbeitet hatte. Nachdem sich der Verein im Januar 2024 wieder von Koskela trennte, verließ auch Tainio den Verein. Kurze Zeit später schloss er sich im März 2024 in Estland dem Erstligisten JK Tallinna Kalev an, bei dem er Co-Trainer unter Daniel Meijel wurde. Am 1. August 2024 übernahm er dort den Posten als Cheftrainer des Vereins.
Parallel dazu wurde Tainio im Juni 2024 Co-Trainer bei der finnischen Nationalmannschaft unter Nationaltrainer Markku Kanerva.

## Erfolge
Als Spieler:
- Finnischer Meister: 2013 und 2014 mit HJK Helsinki
- Finnischer Pokalsieger: 1997 mit Haka Valkeakoski, 2014 mit HJK Helsinki
- Niederländischer Meister: 2011 mit Ajax Amsterdam
- Französischer Pokalsieger: 2003, 2005 mit AJ Auxerre
- Englischer Ligapokal: 2008 mit Tottenham Hotspur
- Intertoto Cup: 1997 mit AJ Auxerre

Als Trainer:
- Aufstieg in die Veikkausliiga: 2019 mit Haka Valkeakoski

Als Co-Trainer:
- Aufstieg in die Ykkönen: 2017 mit Klubi 04

## Privates
Teemu Tainios Sohn Maximus Tainio ist ebenfalls Profi-Fußballspieler und finnischer Juniorennationalspieler.